# Franz Brorsson
Franz Brorsson, né le 30 janvier 1996 à Trelleborg, est un footballeur suédois. Il évolue au poste de défenseur central à l'APOEL Nicosie.

## Biographie

### En club
Le 19 décembre 2014, Brorsson signe son premier contrat professionnel d'une durée de deux ans avec le Malmö FF. Brorsson fait ses débuts en compétition officielle pour le club lors d'un match de Coupe de Suède contre l'IS Halmia le 15 novembre 2014.
Il participe à la Ligue des champions avec le Malmö FF. Il inscrit son premier but dans cette compétition le 12 juillet 2017, contre le Vardar Skopje, ce qui constitue d'ailleurs son premier but en pro.

### En équipe nationale
Avec les espoirs, il participe au championnat d'Europe espoirs en 2017. Lors de cette compétition, il ne joue qu'un seul match, contre la Slovaquie.
Il joue son premier match en équipe de Suède le 8 janvier 2017, en amical contre la Côte d'Ivoire (défaite 2-1 à Abou Dabi). Toutefois, ce match n'est pas reconnu par la FIFA.

## Palmarès
Malmö FF
- Champion de Suède en 2016 et 2017
- Finaliste de la Coupe de Suède en 2016